# 二碘化镓
二碘化镓是一种镓的碘化物。

## 制备
二碘化镓可以由镓和碘在350 °C下反应而成。它也可以通过镓和碘化汞在220 °C下反应而成。
{\displaystyle \mathrm {Ga+I_{2}\longrightarrow GaI_{2}} }
{\displaystyle \mathrm {Ga+HgI_{2}\longrightarrow Hg+GaI_{2}} }

## 性质
二碘化镓是易潮解的抗磁性黄色固体，在液态下则是红色的。它在250 °C以上会很容易歧化成一碘化镓和三碘化镓。在固态下，二碘化镓的结构为 Ga[GaI4]。